# Eemeli Akola
Eemeli Akola, född den 30 juni 1999, är en finländsk innebandysspelare som spelar för svenska SSL-laget Växjö Vipers och finländska landslaget.
Eemeli Akola har med det finländska landslaget tagit ett VM-guld (2024) samt ett silver i World Games år 2025.